# Tibble

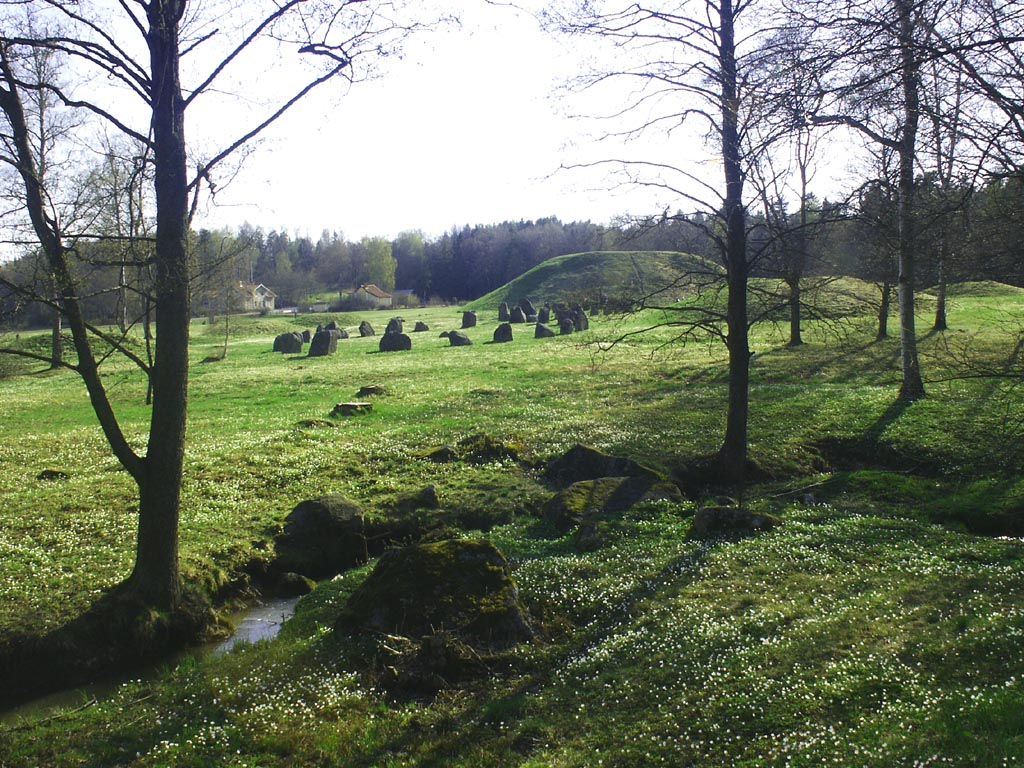
Uno de los círculos de piedra que hay en Anundshog.

Tibble es el nombre de un laberinto megalítico que se encuentra en Suecia, al oeste de Estocolmo, en torno a una colina truncada por la mano del hombre, en un lugar llamado Anundshog, cerca de Vasteras, en Västmanland. A los pies de la colina hay dos barcos de piedra, que son como los círculos de piedra típicos de Inglaterra pero alargados, con la forma de un barco vikingo, es decir, de vesica piscis, que se obtiene cuando dos círculos intersecan. 
En Anundshog hay además un alineamiento megalítico, varios túmulos funerarios y una piedra rúnica de cierta altura. El laberinto de Tibble se encuentra, como la mayoría de laberintos escandinavos, en el extremo meridional de una morrena glaciar. Es un laberinto complicado, con tres Ls en cada cuadrante. La capa de turba se ha elevado desde que se construyó y algunas piedras han quedado bajo el suelo.